# Station Gwda Mała
Station Gwda Mała is een spoorwegstation in de Poolse plaats Gwda Mała.